# Santa Maria Coghinas
Santa Maria Coghinas (galurski: Cuzìna) je grad i općina (comune) u pokrajini Sassariju u regiji Sardiniji, Italija. Nalazi se na nadmorskoj visini od 21 metar i ima 1 389 stanovnika.
 Prostire se na 22,97 km². Gustoća naseljenosti je 60 st/km².
Susjedne općine su: Aglientu, Bortigiadas, Bulzi, Palau, Perfugas i Sedini.